# Ekonomiska samfundet i Finland
Ekonomiska samfundet i Finland är ett finländskt ekonomiskt samfund. 
Ekonomiska samfundet stiftades 1894 i Helsingfors av Leo Mechelin med uppgift att underhålla och vidga intresset för den ekonomiska vetenskapen samt arbeta för tillämpningen av dess läror i det ekonomiska livet. I enlighet med sin devis strävar samfundet att främja "högklassig ekonomisk debatt på svenska i Finland". Samfundet är sålunda ett forum för ekonomisk debatt, där ekonomiskt intresserade möts ett antal gånger om året för att åhöra föredrag och engagera sig i aktuella ekonomiska frågor. Samfundet firade sitt 130 årsjubileum på Riddarhuset i Helsingfors 5.11.2024.
Samfundet utgav 1897–1911 tidskriftsserien Föredrag och förhandlingar. Sedan 1913 publiceras tre gånger om året Ekonomiska samfundets tidskrift, som är den enda svenskspråkiga ekonomiska tidskriften i euroområdet. Samfundet har omkring 800 medlemmar (2007), främst svenskspråkiga, och är anslutet till Vetenskapliga samfundens delegation.
Under sina över 130 år har ett stort antal centrala figurer inom finskt näringsliv fungerat som ordföranden, styrelseledamöter och funktionärer inom samfundet, bl.a. Leo Mechelin, Jakob Wilhelm Chydenius, Bror Wahlroos, Björn Wahlroos, Rainer von Fieandt, Henrik Ramsay, Berndt Grönblom, Göran Ehrnrooth, Leo Ehrnrooth, Gösta Mickwitz, Marianne Stenius, Bo Harald och  Peter Sarlin(fi).
Sedan 2021 fungerar Reidar Wasenius som samfundets ordförande.